# Лео Ципін
Лео Ціппін (25 січня 1905 , Нью-Йорк, Нью-Йорк  — 11 травня 1995 , Нью-Йорк, Нью-Йорк ) — американський математик. Найбільш відомий вирішенням п'ятої проблеми Гільберта разом з Діном Монтгомері та Ендрю Глісоном у 1952 році.

## Біографія
Лео Ціппін народився в 1905 році в родині Белли Салвен і Макса Ціппіна, які емігрували до Нью-Йорка з України в 1903 році. У 1929 році він закінчив бакалаврат і аспірантуру в Пенсільванському університеті. Його науковим керівником був Джон Роберт Клайн.
Лео Ціппін — автор книги «Використання нескінченності» (The Uses Of Infinity ) і, спільно з Діном Монтгомері, монографії «Групи топологічних перетворень». У 1952 році він разом з Ендрю Глісоном та Діном Монтгомері вирішив п'яту проблему Гільберта.
Був членом Американської академії мистецтв і наук з 1970 року.

## Особисте життя
Одружився з Френсіс Левінсон у 1932 році. У них було двоє дочок: Ніна, відомий літературний критик та історик літератури, та Вівіан.
Викладав у Квінс-коледжі у Флашінгу, штат Нью-Йорк.